# (2961) Katsurahama
(2961) Katsurahama es un asteroide perteneciente al cinturón de asteroides, descubierto el 7 de diciembre de 1982 por Tsutomu Seki desde el Observatorio de Geisei, Geisei, Japón.

## Designación y nombre
Designado provisionalmente como 1982 XA. Fue nombrado Katsurahama en homenaje a Katsurahama famoso sitio turístico en la ciudad Kōchi en Japón.